# Tephrosia zoutspanbergensis
Tephrosia zoutspanbergensis är en ärtväxtart som beskrevs av Cornelis Eliza Bertus Bremekamp. Tephrosia zoutspanbergensis ingår i släktet Tephrosia och familjen ärtväxter. Inga underarter finns listade i Catalogue of Life.